# Critical Thinking
Critical Thinking es una película dramática biográfica estadounidense de 2020 basada en la historia real del equipo de ajedrez de la escuela secundaria Miami Jackson de 1998, el primer equipo del centro de la ciudad en ganar el Campeonato Nacional de Ajedrez de Estados Unidos.
Critical Thinking fue dirigida por John Leguizamo (en su debut como director), escrita por Dito Montiel y protagonizada por Leguizamo junto a Jorge Lendeborg Jr., Angel Bismark Curiel, Will Hochman, Corwin Tuggles, Jeffry Batista, Ramsés Jiménez, Rachel Bay Jones y Michael K. Williams. Fue lanzada el 4 de septiembre de 2020 por Vertical Entertainment.

## Trama
En 1998, en el centro de la ciudad de Miami, Sedrick es un estudiante afroamericano que vive con su padre viudo, un experto jugador de ajedrez. Decide tomar ajedrez como una materia optativa "fácil" y conoce al maestro cubanoamericano Mario Martínez, conocido por sus alumnos como el Sr. T. En la clase, también conoce a Ito, un estudiante que trabaja muchas horas después de la escuela para apoyar a su madre soltera; la clase incluye al payaso Roddy y Gil, que es de ascendencia española.

## Reparto
- John Leguizamo como Mario Martinez alias Mr. T
- Michael K. Williams como Sr. Roundtree
- Rachel Bay Jones como directora Kestel
- Corwin Tuggles como Sedrick Roundtree
- Jorge Lendeborg Jr. como Ito Paniagua
- Angel Bismark Curiel como Rodelay Medina
- Will Hochman como Gil Luna
- Jeffry Batista como Marcel Martínez
- Zora Casebere como Chanayah
- Ramsés Jiménez como Andre Lamar
- Todd Allen Durkin como el detective Ransone

## Producción
En noviembre de 2015, se anunció que John Leguizamo, Jorge Lendeborg Jr., Michael K. Williams, Angel Bismark Curiel, Will Hochman, Jeffrey Battista, Corwin Tuggles y Rachel Bay Jones se habían unido al elenco de la película, con Leguizamo dirigiendo desde un guion escrito por Dito Montiel.
La fotografía principal comenzó en noviembre de 2018 y se filmó durante 20 días, con un presupuesto de 3 millones de dólares.

## Lanzamiento
Estaba previsto que Critical Thinking tuviera su estreno mundial en South by Southwest en marzo de 2020. Sin embargo, el festival fue cancelado debido a la pandemia de COVID-19. Poco después, Vertical Entertainment adquirió los derechos de distribución de la película. Fue lanzada el 4 de septiembre de 2020.

## Recepción crítica
Critical Thinking tiene un índice de aprobación del 94 % en el sitio web de recopilación de reseñas Rotten Tomatoes, basado en 33 reseñas, con un promedio de 7,1/10. Metacritic le da una puntuación de 65 sobre 100 basada en 9 críticas, lo que indica "críticas generalmente favorables".